# 岸見館
岸見館（きしみかん）は、かつて存在した日本の映画館である。正確な年代は不明であるが寺田紡績工廠（現在のテラボウ）が大阪府泉南郡麻生郷村大字津田（現在の同府貝塚市津田南町）で紡績業を開始した1912年（大正元年）前後の時期以降には、同工場至近の津田川を隔てた北側（現在の津田北町）の岸見橋付近に開館している。同地域が貝塚町に併合される1931年（昭和6年）前後には他館と競合し始め、第二次世界大戦以降、1959年（昭和34年）には新興映画会社の東映と契約、岸見東映（きしみとうえい）と改称した。改称3年後の1962年（昭和37年）には閉館した。同市内最古の映画館であった。

## 沿革
- 1910年代 - 岸見館として開館[16]
- 1959年 - 岸見東映と改称[11][12][13]
- 1962年 - 閉館[13][14]

## データ
- 所在地 : 大阪府泉南郡麻生郷村大字津田[1][2][3][4]
  - のちの同府貝塚市津田北98番地、現在の同府同市津田北町2番地、現況は更地。

北緯34度27分17秒 東経135度21分41秒 / 北緯34.45472度 東経135.36139度
- 経営 : 
  1. 宮原保・福原正雄 （1920年代[2][3]）
  2. 中西三郎 （1930年[4] - 1942年[6]）
  3. 永吉誓願 （1943年[7] - 1953年[8]）
  4. 神宮寺徳市 （1954年[9] - 1962年[13]）
- 構造 : 木造二階建
- 観客定員数 : 530名（1927年[2] - 1929年[3]） ⇒ 507名（1942年[6] - 1943年[7]） ⇒ 344名（1955年[10]） ⇒ 540名（1961年[12]）

## 概要
正確な年代は不明であるが、寺田紡績工廠（現在のテラボウ）が大阪府泉南郡麻生郷村大字津田（現在の同府貝塚市津田南町28番55号）で紡績業を開始した1912年（大正元年）前後の時期以降には、同工場至近の津田川を隔てた北側、のちの津田北98番地（現在の津田北町2番地）の岸見橋付近に、岸見館として開館している。1914年（大正3年）4月1日には、南海鉄道（現在の南海電気鉄道）の岸和田駅 - 貝塚駅間に蛸地蔵駅が新設されており、従来の両駅よりは最寄駅となったが、同工場も同館も、むしろ紀州街道に依拠した立地であった。1918年（大正7年）8月14日の夕刻、同地を襲った台風で同館の瓦屋根は吹き飛ばされ、このとき大阪気象台（現在の大阪管区気象台）の風力計は「風速60メートル」を指したまま吹き飛ばされたという。この台風の記録の詳細は不明であるが、京都地方気象台によれば、翌15日の京都市内での降水量は、1時間降水量の極値において現在も歴代2位（1位は1980年8月26日、昭和55年台風第13号）を記録している。
開館当時の同館の詳細は不明であるが、1925年（大正14年）に発行された『日本映画年鑑 大正十三・四年』には、すでに映画館として営業を行っていた記録が残っている。経営者、観客定員数についての記載はないが、興行系統は松竹キネマであった。『日本映画事業総覧 昭和二年版』、『同 昭和三・四年版』には、観客定員数530名、興行系統は帝国キネマ演芸としてあり、経営者は前者では宮原保、後者では福原正雄（1856年 - 1937年）と記載されている。福原は、麻生郷村の資産家であり篤志家として知られる人物である。『同 昭和五年版』には、観客定員数についての記載はないが、経営者が中西三郎に代わっており、興行系統は帝国キネマ演芸に加え、東亜キネマ、河合映画製作社が挙げられている。このころには、松竹キネマ作品を興行する山村座（貝塚町近木町1028番地、経営・山村儀三郎）、日活および松竹キネマ作品を興行する八千代館（貝塚町海塚新町407番地、経営・中西多重郎）の2館が映画館として活動を開始し、同館と競合するようになった。1931年（昭和6年）4月1日には、同館が所在した麻生郷村が貝塚町に併合された。同年9月、当時泉南郡木島村大字水間（現在の貝塚市水間）に水間座が開館しているが、当時の同時代の資料には映画館としての記録は見られない。
同館の設立を「1934年11月」（昭和9年11月）とする資料（『映画年鑑 1955 別冊 全国映画館総覧』）が存在するが、同館自体は、上記のように大正年間にはすでに営業している記録がある。同資料には、山村座を「1935年」（昭和10年）、八千代館を「1937年」（昭和12年）の設立としているが、これらも同様に1930年前後には映画館として活動を開始している。
1942年（昭和17年）には第二次世界大戦による戦時統制が敷かれ、日本におけるすべての映画が同年2月1日に設立された社団法人映画配給社の配給になり、すべての映画館が紅系・白系の2系統に組み入れられるが、同年発行の『映画年鑑 昭和十七年版』によれば、同館の興行系統は記載されていない。当時の観客定員数は507名、経営は引き続き中西三郎の個人経営、支配人には楠原竹治郎の名が挙げられている。楠原は、同館の経営が永吉誓順に交代する戦中戦後の時期を過ぎ、1960年（昭和35年）前後にはふたたび同館の支配人に戻ってくる人物である。翌1943年（昭和18年）発行の『同 昭和十八年版』によれば、観客定員は変わらないが、経営が永吉誓順の個人経営に代っている。同年5月1日、貝塚町は市制を敷き貝塚市になった。
戦後は、1949年（昭和24年）1月23日に行われた第24回衆議院議員総選挙に、同館の経営者である永吉誓順が大阪5区から立候補し、落選している。永吉は1953年（昭和28年）までは同館を経営していたが、同年中には神宮寺徳市に経営を交代している。神宮寺は、その後、佐野阪南劇場（泉佐野市大西町）を経営した人物である。当時の同館の興行系統は大映・東宝・東映・新東宝の混映、観客定員数は344名に縮小していた。この間、1951年（昭和26年）1月には同市海塚町92番地に貝塚劇場（経営・西村昇）が開館、市内の映画館が5館になっている。
1959年（昭和34年）には、東映と専門館契約を結んで岸見東映と改称、それとともに、戦前に同館の支配人を務めていた楠原竹治郎が、ふたたび支配人に就任しており、観客定員数も540名に増加している。しかしながら、その3年後の1962年（昭和37年）には閉館、同市内初の映画館として存在した約50年の歴史に幕を閉じた。『映画年鑑 1963』によれば、同年2月5日、水間座が火災により全焼、そのまま閉館しており、この2館の閉館により、同市内の映画館は、山村座、八千代館、貝塚劇場の3館になった。同市内の東映系封切は、既存の山村座が継承し、翌1963年（昭和38年）には貝塚東映と改称している。
同館の跡地は、Google ストリートビューによれば2021年（令和3年）11月現在、一般の住宅地となっている。テラボウの赤レンガ造の工場は、2021年（令和3年）現在、同館の開館当時のような状態で使用保存されている。